# Anthelia juratzkana

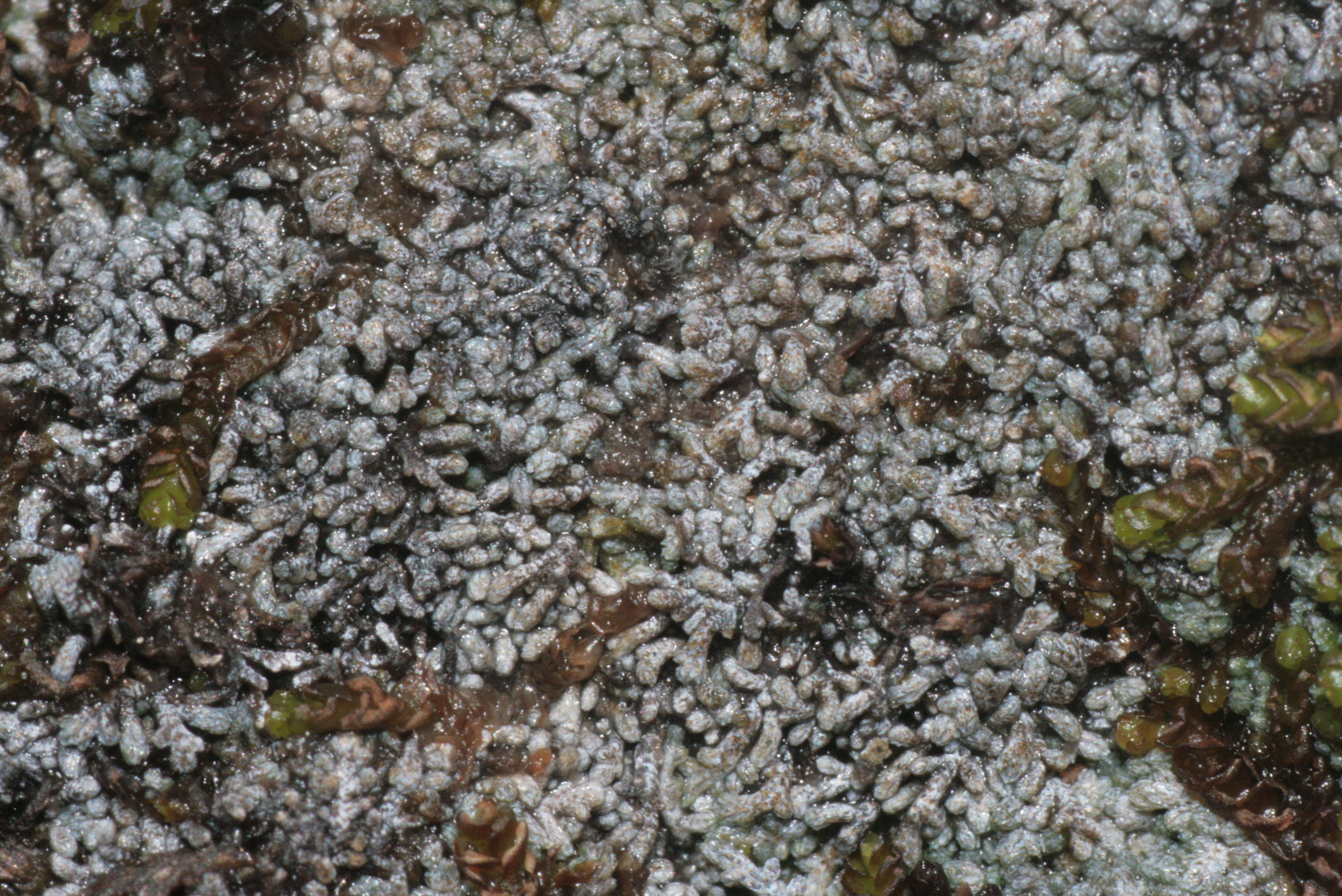
Nahansicht

Anthelia juratzkana (deutsch Juratzkas Schneetälchenlebermoos, Krusten-Schimmelmoos) ist eine Lebermoos-Art aus der Familie Antheliaceae.

## Merkmale
Anthelia juratzkana wächst auf Schneetälchen-Böden und bildet oft ausgedehnte, hellgraue, flache Überzüge auf nackter Erde. Die sehr kleinen Pflanzen sind mit einer wachsartigen Schicht überzogen und nur wenige Millimeter lang. Sie sind dicht dachziegelig beblättert. Die Flankenblätter wie auch die Unterblätter sind bis über die Hälfte in zwei lanzettliche Lappen geteilt. Die Blattzellen sind rundlich-quadratisch bis rechteckig und dünnwandig.
Die Art ist einhäusig. Das eiförmige Perianth ist tief gefaltet und zerschlitzt, die Seta ragt nur wenig aus diesem heraus. Die Sporenkapsel ist kugelrund. Brutkörper sind nicht bekannt.

## Standortansprüche und Verbreitung
Das Moos ist eine Charakterart alpiner Schneetälchen. In den Alpen ist es an geeigneten Standorten ab einer Höhe von zirka 2000 Metern aufwärts recht häufig.
Weltweit ist es arktisch-alpin und bipolar verbreitet.